# Maria-Elisabeth Lott
Maria-Elisabeth Lott (* 2. Juni 1987 in Schramberg) ist eine deutsche Violinistin.

## Biografie
Maria-Elisabeth Lott ist die Tochter einer Violinistin und eines Musikschulleiters. Im Alter von 3 Jahren begann sie mit dem Geigespielen und erhielt seit ihrem vierten Lebensjahr Unterricht bei Josef Rissin und ab 1992 parallel dazu Klavier-Unterricht bei Olga Rissin-Morenova. An der  Hochschule für Musik in Karlsruhe bestand sie 1995 die Aufnahmeprüfung, womit sie Deutschlands jüngste offizielle Musikstudentin war. Nach Abschluss ihres Bachelor- und Masterstudiums legte sie 2015 ihr Solistenexamen ab. Seit April 2017 unterrichtet sie als Professorin an der Hochschule für Musik Detmold.
Lott gewann zahlreiche Musikpreise, unter anderem den ersten Musikpreis der Lichtenberger Musikstiftung Herfried Apel und den Bruno-Frey-Preis 2013. Sie gilt international als eine der besten deutschen Nachwuchsgeigerinnen, wobei sie insbesondere in Frankreich hohes Ansehen genießt. In Frankreich wurde ihr eine eigene Diskographie gewidmet. Lott war 1998 die erste Musikerin, die auf der restaurierten Kindergeige Mozarts spielte.
Lott wurde von der Agentur IMG Artists Europe vertreten.